# دوري جزر كوك لكرة القدم 1975
دوري جزر كوك لكرة القدم 1975 (بالإنجليزية: 1975 Cook Islands Round Cup)‏ هو موسم من دوري جزر كوك لكرة القدم. فاز فيه Titikaveka F.C. ‏.